# Вустерский университет
Ву́стерский университе́т (Университет Вустера, англ. University of Worcester) — университет, расположенный в городе Вустер (британское графство Вустершир). Основанное в 1946 году высшее учебное заведение приобрело статус университета в сентябре 2005 года.

## История университета
В 1946 году в городе Вустер основали Вустерский Экстренный Педагогический Колледж при Бирмингемском университете для подготовки учителей в послевоенные годы. Со временем, данное учебное заведение развивалось, расширялось и приобретало новые статусы. Так в 1970-е годы Совет по присуждению национальных академических степеней (англ. Council for National Academic Awards) аккредитовал курсы Вустерского Колледжа Высшего Образования, и при новом статусе, была открыта библиотека Пирсон в кампусе. Третий по счету директор Дейвид Шадболт (первые два — Генри Хайнс и Е. Г. Пирсон), вступив в должность, реорганизовал структуру колледжа, разделив его на три отделения или школы: педагогический отдел — учения образования и преподавания, гуманитарные науки и естественные науки. В 1992 Дорма Урвин вступила в должность директора, а три года спустя был поглощён Вустерширский Медицинского Ухода и Акушерства. Лишь в 1997 году были утверждены полномочия этого учебного заведения присуждать степени высшего образования, чему следовало и приобретение нового названия — Вустерский университетский колледж. В 2003 году директором колледжа стал Дейвид Грин, впоследствии занявший должность вице-ректора университета в 2005 году, когда колледж обрел статус университета. В течение последующих лет наблюдалось стремительное развитие университета, и к 2010 году он обрел права присуждать научно-исследовательские степени, а также был открыт новый кампус в центре города, ставший домом для Бизнес Школы университета. В 2012 году Её Величество Королева Великобритании торжественно открыла библиотеку Хайв, общий проект университета и городской думы на 60 млн £, а в 2013 году открылась спортивная арена университета.

## Структура университета
Прежде, чем обсуждать факультеты и курсы Вустеровского университета, важно пояснить роли ректора и вице-ректора в большинстве университетов Великобритании. Ректор является главой университета лишь формально, и звание ректора чаще всего лишь титул, а делами университета заведует вице-ректор. Во время официальной церемонии в Вустерском соборе в 2010 году, ректором Вустерского университета стал Ричард Виндзор, герцог Глостерский, в чьи обязанности входит принятие участия церемониях выпускных, посещение важных мероприятий и способствовать популяризации университета за границей. Вице-ректором является Дейвид Грин, который повседневно вовлечен в руководство университетом.

### Факультеты и изучаемые предметы
Вустеровский университет разделен на шесть больших факультетов:
- Педагогический институт — подготовка педагогов, учителей и воспитателей, а также научные исследования отрасли.
- Институт здоровья и общества — содержит три главные отрасли: медицина (акушерство, медицинский уход, фельдшерство, психическое здоровье, физиотерапия и т. д.), психология и общественные курсы (интегративное консультирование, профессиональная терапия, социальное обеспечение и т. д.)
- Институт гуманитарных наук — разделен на четыре деканата, или отделения: Искусство, дизайн и креативные цифровые медиа (содержит разные курсы от изобразительного искусства до мультимедиа), Актёрское искусство, представление и фильм (от бакалавра по танцам и представлению до степени по производству цифрового кино), Английский язык, журнализм и культура, а также отдел по истории и социологии.
- Институт естественных наук и окружающей среды — различные курсы и специализации, связанные с биологией, ботаникой, географией, экологией, археологией и даже ландшафтному дизайну.
- Бизнес Школа — является домом двух отделений: бизнес (включая менеджмент, экономику, маркетинг, рекламу, предпринимательство и т. д.) и компьютерные науки, включающие также разработку компьютерных игр.

### Структура бакалаврских программ
Обучение на бакалавра занимает три или четыре года, если студент решает на год пойти «на практику» по профессии. Каждый учебный год студентам предстоит пройти 8 предметов — по 4 в каждом семестре, и по каждому предмету лекции проходят раз в неделю, состоя из часовой презентации и чтения лекции преподавателем и двухчасовой практикой в форме индивидуальных и групповых занятий. Вместо постоянных зачетов, выработана система двух сессий в каждом семестре, во время которых сдаются работы, проводятся презентации и пишутся экзамены. Таким образом, общая оценка по каждому предмету высчитывается из всего лишь двух полученных результатов. Университетская позиция по вопросам жульничества на экзаменах и плагиата в письменных работах крайне строга. Приемлемой считается гарвардская система отзывов и ссылок при написании работ.

### Репутация и рейтинги
Несмотря на стремительное развитие и постоянно растущее количество студентов (Вустерский университет был признан самым быстрорастущим в стране университетом за последние 7 лет), университет занимает 95 из 119 мест в «Руководстве по университетам» газеты The Guardian. В то же самое время, Национальный опрос студентов, который проверяет насколько довольны студенты разными аспектами обучения и учебных ресурсов в каждом из высших учебных заведениях Великобритании, показал, что 85 % процентов студентов довольны университетом.

## Университетские кампусы и постройки
С 2005 года в университете значительно выросло количество студентов и расширилась его территория — были приобретены новые участки земли в разных частях города Вустер. В долгосрочные планы университета входит строительство третьего кампуса, который будет и университетской, и общественной территорией.

### Кампус Сент-Джонс
Кампус Сент-Джонс (англ. St John's Campus) — основной кампус университета, на территории которого происходит большинство лекций, расположены кабинеты факультетов (исключая бизнес и компьютерные науки) и администрации, а также отделы по поддержке и помощи студентам. На этом кампусе находится студенческий город с общежитиями, способными разместить более 800 человек в индивидуальных комнатах, спортивный центр и спортивная площадка, здание студенческого сообщества с магазином, кафе и баром. Помимо административных помещений и учебных классов, на кампусе Сент-Джонс находятся помещения и оборудование для тренировки студентов медицины, центр цифровых искусств и многие другие немаловажные сооружения, такие как Центр Пирсон — здание бывшей библиотеки, переделанное в центр поддержки студентов, помогающий решить административные и другого рода проблемы.

### Сити-кампус
Второй кампус университета получил своё название по своему расположению в центре города Вустер. Сити-кампус (англ. City Campus) является домом Бизнес школы университета, включающей в себя курсы по бизнесу, маркетингу, менеджменту и компьютерным наукам. Данный кампус открыли в 2010 году на месте отреставрированного лазарета. Здание лазарета — работа архитектора XVIII века Энтони Кека. Работы по реставрации и основанию кампуса на этом историческом месте начались в 2007 году и стоили примерно £120 млн. В главном здании расположен медицинский музей — Инфирмари (The Infirmary, в перев. Лазарет). Помимо реставрации существующих зданий, на территории кампуса построили студенческие общежития на 250 человек. Часть ландшафтных работ, завершающей стадии строительного проекта, всё ещё в процессе.

### Риверсайд и арена Вустерского университета
Помимо основных двух кампусов, университету принадлежит ряд построек, расположенных на берегу реки Северн, таких как:
- выставочный зал, по совместительству являющийся и студией для работ по искусству, называющийся Гараж (англ. The Garage).
- корпус Риверсайд — здание с аудиторией для лекций, залами для занятия танцами, фитнесом и т. д. и большим залом для самостоятельной учёбы и учёбы в группах, снабжённым компьютерами и прочей необходимой техникой.
- Спортивная арена с 2000 зрительных мест — последний завершенный проект университета, который является базой для баскетбольной команды Вустеровские Волки (англ. Worcester Wolves) и соответствует стандартам спорта инвалидов, чему доказательством является принятие решения проводить Европейский чемпионат по баскетболу на колясках в 2015 году именно на этой арене[11].

### Библиотека Хайв
Хайв (англ. The Hive, в переводе — улей) — общий проект Вустеровского университета и Вустерширской окружной думы. Библиотека была открыта Королевой Великобритании Елизаветой II в 2012 и является первой в своем роде в Европе, совмещая публичную и университетскую библиотеку под одной крышей. Коллекция книг содержит примерно четверть миллиона названий. Помимо учебной литературы и множества книг для взрослых, в Хайве большой отдел книг для детей. В этом же здании расположен Вустерширский (окружной) архив, Окружная служба по исторической среде и археологии, а также отдел Вустерширской думы по обслуживанию горожан и бизнес-клиентов.
Пятиэтажная постройка стоимостью £60 млн также разместила в себе театральную студию, места для выставок, конференц-залы. В Хайве более 250 компьютеров, а также доступны принтеры, сканеры и беспроводной интернет. Книги и прочие письменные материалы доступны как в стандартном печатном виде, так и в электронной форме, что включает в себя базы данных, электронные журналы и прочее.
За короткое время с его открытия, Хайв получил значимое количество наград, большинство которых связано с архитектурой и применение устойчивого развития как при строительстве, так и в работе библиотеки изо дня в день. Также Хайв получил престижную награду Лидерства и Менеджмента от Таймс в категории Выдающаяся команда [работников] библиотеки.

### Университетский Парк
Вустерский университет планирует открыть новый кампус, строительство и обустройство которого планируется завершить в ближайшие 15 лет. Университетский парк (англ. University Park), расположенный на 47-акровой площади и на расстоянии 1,6 км от кампуса Сент-Джонс, будет являться частью Парка Бизнеса и Предпринимательства, и будет значимым элементом в расширении институтов науки и окружающей среды, бизнеса и спорта. Также, в сотрудничестве с местными организациями, университет приложит усилия в улучшение здравоохранения и благополучие жителей города и региона.

## Научные исследования
В августе 2010 года Вустерский университет был уполномочен присуждать ученые магистерские и докторские степени. До этого, Университет Ковентри принимал участие в присуждении таких степеней. На данный момент, в университете расположены различные научно-исследовательские центры и исследовательские группы:
- Государственный научно-исследовательский центр аэробиологии и пыльцы (англ. The National Pollen and Aerobiology Research Unit) — создает прогноз пыльцы на всю Великобританию, что важно для страдающих сенной лихорадкой и подобными аллергиями. NPARU также тестирует новые антиаллергены и препараты против сенной лихорадки[16].
- Ассоциация по исследованиям деменции (англ. The Association for Dementia Studies)- работает с больными деменцией (приобретенным слабоумием) и их семьями, медицинским персоналом, членами комиссий и правительством с целью предоставить качественные исследования, тренинг и улучшить знания по данному вопросу.
- Центр по исследованиям физической деятельности и движения (англ. Motion & Performance Centre) — исследует влияние биомеханики и физиологии на спортивную деятельность и спортивные достижения человека. В данном центре также рассматривают спортивные травмы и продвижение реабилитации при помощи технологий, способных запечатлеть биомеханические процессы организма. Работая совместно с Лабораториями, разрабатываются данные по вопросам влияния спортивных упражнений на человеческое тело.
- Интернациональный центр детской литературы, грамотности и креативности (англ. The International Centre for Children's Literature, Literacy and Creativity) — совместный проект с университетами Кембриджа и Рогемптона.

Помимо вышеуказанных отраслей, исследовательская работа проводиться по таким вопросам, как этическое руководство (нравственность и лидерство), сельская местность (к примеру, исследование психологических воздействий массовых потопов в Великобритании), прикладные исследования в области здравоохранения, транснациональные вопросы, социально-культурные исследования в спорте и так далее.

## Позиция университета по экологическим вопросам
Университету присуждались награды за экологичность, но последним достижением является 4-е место и награда высшего, первого класса в Зеленой лиге университетов 2013, в которой оцениваются отношение и действия университетов по экологическим соображениям и сохранению природы.

## Студенческая жизнь
Вустеровский Студенческий Союз (англ. Worcester Student Union) — организация, представляющая интересы студентов в Вустерском университете и являющаяся членом Национального Союза Студентов. Расположенный на территории кампуса Сент-Джонс, Студенческий Союз предоставляет множество услуг и возможностей отдыха. Каждый год проводятся выборы на должность президента и вице-президента, а также на остальные добровольные должности, например — представителя интернациональных студентов.
Студенческий союз объединяет множество клубов, или кружков, созданных и находящихся под руководством самих студентов, и спортивных секций. Студенты имеют возможность присоединится к существующим клубам (аниме и манга, христианский союз, кинотеатр, съемка фильмов, исторический, драматический кружок, зумба и многие другие) и секциям (футбол, баскетбол, гребля, крикет, рэгби, джитсу, теннис, волейбол, скалолазание, группа поддержки и т. д.) или создать свой собственный клуб при наличии всего нескольких человек, желающих в него вступить. Студенческий Союз выпускает свою газету под названием The Voice (с англ. — «Голос»).